# All by Myself
| Оценки критиков | Оценки критиков |
| Источник        | Оценка          |
| --------------- | --------------- |
| AllMusic        | Без рейтинга    |

«All by Myself» (с англ. — «Совсем один») — песня американского певца и автора песен Эрика Кармена, выпущенная в 1975 году. Куплет основан на второй части (Adagio sostenuto) Фортепианного концерта Сергея Рахманинова 1900—1901 годов № 2 до минор, опус 18. Припев был взят из песни «Let’s Pretend», которую Кармен написал и записал с группой The Raspberries в 1972 году. Соло на слайд-гитаре исполнил студийный гитарист Хью Маккракен.

## История создания
По словам Кармена, сначала он написал сольную часть песни, затем завершил интерлюдию через два месяца. После прослушивания 2-го фортепианного концерта Рахманинова, пьесы, которая, как известно, использовалась для британского фильма 1945 года «Краткая встреча», он адаптировал мелодию второй части для написания текста. В то время музыка Рахманинова находилась в общественном достоянии США, поэтому Кармен считал, что на неё не существует авторских прав, но она всё ещё была защищена за пределами США после выпуска альбома. Позже с ним связались наследники Рахманинова и сообщили, что композиция защищена. Было достигнуто соглашение, по которому владельцы прав получат 12 процентов авторского гонорара от «All by Myself», а также от «Never Gonna Fall in Love Again», которая была основана на третьей части симфонии № 2 Рахманинова.
Кармен исполнил «All by Myself» и свой последующий хит «Never Gonna Fall in Love Again» в специальной телевизионной программе The Midnight Special 23 июля 1976 года (4 сезон, 37 серия). Шоу было организовано группой The Spinners.

## Чарты
| Чарт (1975—1976)                   | Высшая позиция |
| ---------------------------------- | -------------- |
| Australia (KMR)                    | 7              |
| Бельгия/Фландрия (Ultratop 50)     | 15             |
| Canada Top Singles (RPM)           | 3              |
| Canada Adult Contemporary (RPM)    | 1              |
| Ireland (IRMA)                     | 16             |
| Нидерланды (Dutch Top 40)          | 10             |
| Нидерланды (Single Top 100)        | 7              |
| Новая Зеландия (Recorded Music NZ) | 6              |
| South Africa (Springbok)           | 9              |
| Великобритания (OCC UK Singles)    | 12             |
| США (Billboard Hot 100)            | 2              |
| США (Billboard Adult Contemporary) | 6              |
| US Cash Box Top 100                | 1              |
| US Record World                    | 1              |

| Чарт (1976)              | Позиция |
| ------------------------ | ------- |
| Australia                | 67      |
| Canada Top Singles (RPM) | 48      |
| US Billboard Hot 100     | 40      |
| US Cash Box              | 41      |

## Версия Селин Дион
Самая заметная кавер-версия «All by Myself» была записана канадской певицей Селин Дион в 1996 году. Это был четвёртый (или третий, в зависимости от страны) хитовый сингл с её четвёртого англоязычного студийного альбома Falling into You. Спродюсированный Дэвидом Фостером в студии Compass Point на Багамах, он был выпущен 9 декабря 1996 года в Великобритании и 11 марта 1997 года в США.
Сингл стал одним из самых крупных хитов Дион в США, заняв первое место в хит-парадах Hot Adult Contemporary Tracks (в течение трёх недель) и в эфире латинской поп-музыки (две недели). Он достиг четвёртого места в хит-параде Billboard Hot 100. Он также вошёл в десятку хитов во Франции, Великобритании, Бельгии и Ирландии. В Канаде «All by Myself» был выпущен только в качестве промо-сингла и занял первое место в хит-параде Adult Contemporary. Сингл был сертифицирован золотым в США (500 000) и серебряным в Великобритании (200 000) и Франции (165 000).
Во время интервью на канале Watch What Happens Live с Энди Коэном Дион рассказала, что знаменитая высокая нота в песне не была запланирована, но Дэвид Фостер удивил её тем, что она появилась на записи. Когда Дион спросила, почему такой сюрприз, Фостер сказал ей, что если она не сможет её спеть, то это сделают другие певицы, что побудило Дион доказать Фостеру, что она может это спеть.
Музыкальные критики высоко оценили исполнение Селин Дион.

## Видеоклип
Для продвижения сингла было снято музыкальное видео британским режиссёром Найджелом Диком. Он содержит фрагменты фотосессии Дион для обложки альбома Falling into You и некоторые сцены с её концерта в Париже. Позже оно было опубликовано на официальном канале Дион на YouTube в августе 2012 года. По состоянию на октябрь 2021 года оно собрало более 50 миллионов просмотров.

## Трек-лист
| - Australian CD and cassette single 1. «All by Myself» (Edited Single Version) — 3:58 2. «Because You Loved Me» (Live) — 4:52 3. «Next Plane Out» (Radio Edit) — 4:37 4. «Vole» (Live) — 4:03 5. «All by Myself» (Album Version) — 5:12 - European CD and 7-inch single 1. «All by Myself» — 5:12 2. «The Power of the Dream» — 4:31 - European CD maxi-single 1. «All by Myself» (Single Version) — 4:26 2. «All by Myself» — 5:12 3. «Je sais pas» (Live) — 4:26 4. «Pour que tu m'aimes encore» (Live) — 4:52 - European 12-inch single 1. «All By Myself» — 5:12 2. «The Power of the Dream» — 4:31 3. «It’s All Coming Back to Me Now» (Classic Paradise Radio Mix #1) — 4:22 - Japanese CD single 1. «All by Myself» (Single Version) — 4:24 2. «Pour que tu m’aimes encore» (Live) — 4:51 - Mexican promo CD single 1. «All by Myself» — 5:12 2. «Sola Otra Vez» — 5:12 3. «Sola Otra Vez» (Radio Edit) — 4:41 | - UK cassette single 1. «All by Myself» (Edited Single Version) — 3:58 2. «All by Myself» (Spanish Version) — 5:12 3. «When I Fall in Love» — 4:20 - UK CD single 1. «All by Myself» (Album Version) — 5:12 2. «Pour que tu m’aimes encore» (Live) — 4:38 3. «Je sais pas» (Live) — 4:26 4. «River Deep, Mountain High» (Live) — 3:28 - UK CD single (Limited) 1. «All by Myself» (Edited Single Version) — 3:58 2. «When I Fall in Love» — 4:20 3. «Declaration of Love» — 4:20 4. «A Message from Celine» — 0:34 - US CD and cassette single 1. «All by Myself» (Edited Single Version) — 3:57 2. «Because You Loved Me» (Live) — 4:50 - US promo CD single 1. «All by Myself» (Radio Edit #1) — 3:57 2. «All by Myself» (Album Version) — 5:12 3. «All by Myself» (Radio Edit #2) — 3:52 |

## Чарты
| Чарт (1996—1997)                                  | Высшая позиция |
| ------------------------------------------------- | -------------- |
| Австралия (ARIA)                                  | 38             |
| Австрия (Ö3 Austria Top 40)                       | 27             |
| Бельгия/Фландрия (Ultratop 50)                    | 14             |
| Бельгия/Валлония (Ultratop 50)                    | 7              |
| Канада (RPM Top Singles)                          | 7              |
| Канада (RPM Adult Contemporary)                   | 1              |
| Canada (Nielsen BDS Airplay Chart)                | 9              |
| Europe (European Hot 100 Singles)                 | 15             |
| Франция (SNEP)                                    | 5              |
| Германия (GfK)                                    | 55             |
| Hungary (Rádiós Top 40)                           | 5              |
| Iceland (Íslenski Listinn Topp 40)                | 5              |
| Ирландия (IRMA)                                   | 8              |
| Нидерланды (Dutch Top 40)                         | 35             |
| Нидерланды (Single Top 100)                       | 20             |
| Новая Зеландия (Recorded Music NZ)                | 21             |
| Норвегия (VG-lista)                               | 15             |
| Quebec (ADISQ)                                    | 1              |
| Шотландия (OCC Scotland)                          | 6              |
| Spain (Top 40 Radio)                              | 31             |
| Швейцария (Schweizer Hitparade)                   | 36             |
| Великобритания (OCC UK Singles)                   | 6              |
| США (Billboard Hot 100)                           | 4              |
| США (Billboard Adult Contemporary)                | 1              |
| США (Billboard Adult Pop Airplay)                 | 12             |
| США (Billboard Hot Latin Songs) · "Sola Otra Vez" | 5              |
| США (Billboard Pop Airplay)                       | 7              |
| США (Billboard Rhythmic)                          | 33             |

| Чарт (1996)                    | Позиция |
| ------------------------------ | ------- |
| Belgium (Ultratop 50 Wallonia) | 93      |
| France (SNEP)                  | 49      |
| Netherlands (Dutch Top 40)     | 292     |

| Чарт (1997)                                    | Позиция |
| ---------------------------------------------- | ------- |
| Canada Top Singles (RPM)                       | 58      |
| Canada Adult Contemporary (RPM)                | 6       |
| Iceland (Íslenski Listinn Topp 40)             | 69      |
| Romania (Romanian Top 100)                     | 52      |
| US Billboard Hot 100                           | 49      |
| US Adult Contemporary (Billboard)              | 13      |
| US Hot Latin Songs (Billboard) «Sola Otra Vez» | 38      |
| US Mainstream Top 40 (Billboard)               | 52      |

## Сертификации
| Регион                                                      | Сертификация | Продажи  |
| ----------------------------------------------------------- | ------------ | -------- |
| Франция (SNEP)                                              | Серебряный   | 164,400  |
| Великобритания (BPI)                                        | Серебряный   | 200 000^ |
| США (RIAA)                                                  | Золотой      | 500 000^ |
| ^ Данные о тиражах приведены только на основе сертификации. |              |          |

## Другие каверы
В 1994 году песня «All by Myself» была записана новозеландской певицей Маргарет Урлих. Её версия достигла 100-го места в Австралии в ноябре 1994 года и 26-го места в Новой Зеландии в марте 1995 года.
В 2001 году в фильме «Дневник Бриджит Джонс» прозвучала кавер-версия песни «All by Myself» в исполнении Джейми О’Нил, актриса Рене Зеллвегер поёт под неё в знаменитой сцене в пижаме.
В 2018 году кавер Гиана Райта, переименованный в «I’m All Alone», был использован в научно-фантастическом телесериале «Пространство».